# Complete Poems
Complete Poems, oorspronkelijk bewerkt en gepubliceerd in 1979 door Nicholas Gerogiannis en door hem herzien in 1992 in een uitgave van University of Nebraska Press, is een compilatie van alle poëzie van Ernest Hemingway.
Naarmate zijn faam groter werd, hield Hemingway op met het publiceren van poëzie, maar hij bleef wel tot aan zijn dood gedichten schrijven.
Hemingway is nu vooral bekend als auteur van romans en korte verhalen, maar in zijn jeugd was hij een dichter. Een van zijn vrienden, T.S. Eliot, verzekerde hem zelfs dat hij veelbelovend was als dichter. Uiteindelijk zou Hemingway zich vrijwel uitsluitend aan proza wijden.